# Імакане

42°25′46″ пн. ш. 140°0′31″ сх. д. / 42.42944° пн. ш. 140.00861° сх. д.
Імака́не (яп. 今金町, いまかねちょう, МФА: [imakane t͡ɕoː]) — містечко в Японії, в повіті Сетана округу Хіяма префектури Хоккайдо. Станом на 1 жовтня 2008 року площа містечка становила 568,14 км². Станом на 31 березня 2017 населення містечка становило 5458 осіб.